# Fabian Pascal
Fabian Pascal este un consultant pentru furnizorii mari de software, cum ar fi IBM, Oracle Corporation și Borland, dar este mai bine cunoscut ca autor și speaker la seminare. Născut în România, Pascal locuiește în San Francisco, California, Statele Unite și lucrează în asociere cu Christopher J. Date.